# Ferlens
Ferlens (toponimo francese) è una frazione di 331 abitanti del comune svizzero di Jorat-Mézières, nel Canton Vaud (distretto di Lavaux-Oron).

## Storia

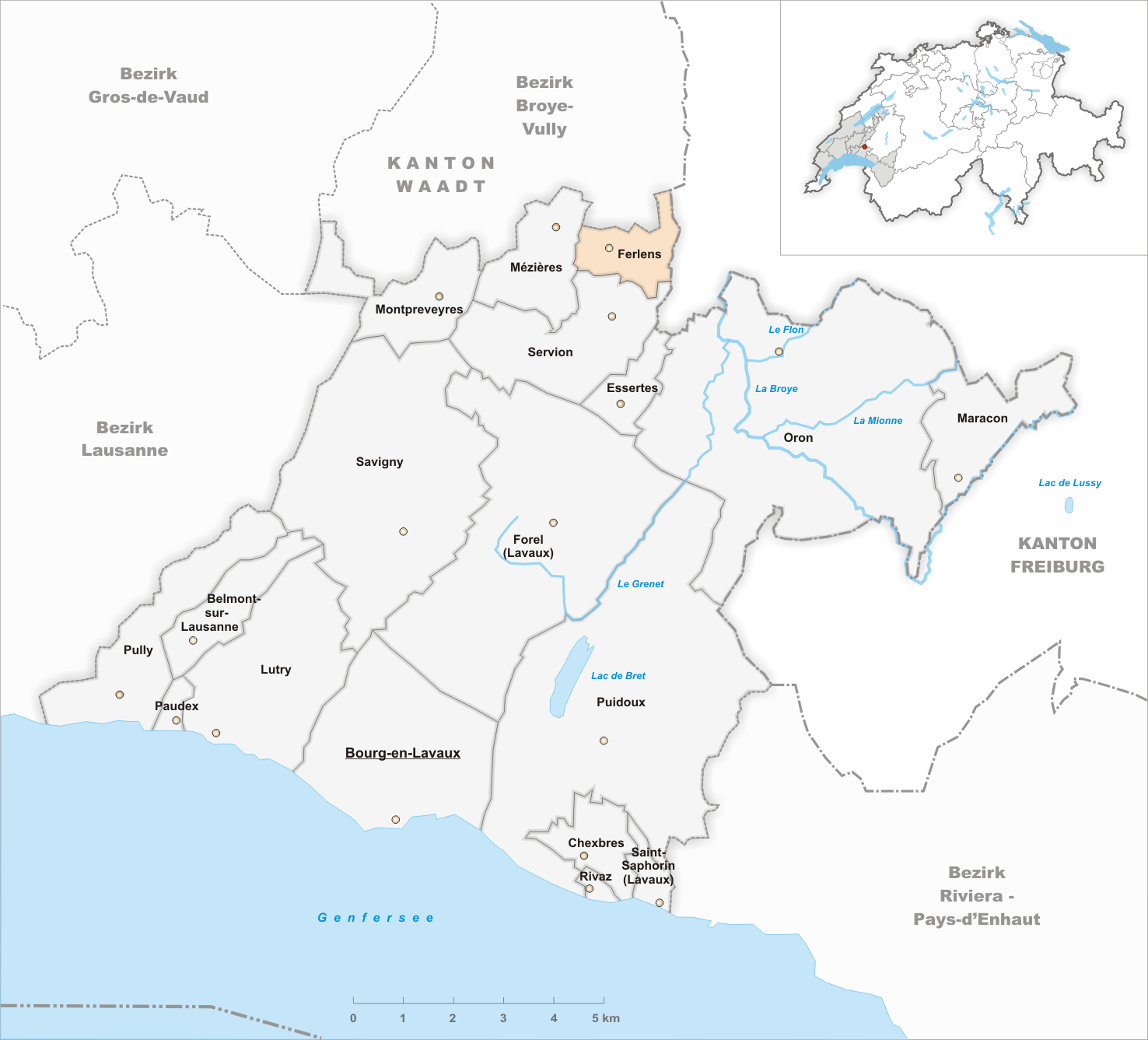
Il territorio del comune di Ferlens prima degli accorpamenti comunali del 2016

Già comune autonomo istituito nel 1820 per scorporo da quello di Servion, si estendeva per 2,18 km²; il 1º luglio 2016 è stato accorpato agli altri comuni soppressi di Carrouge e Mézières per formare il nuovo comune di Jorat-Mézières.

### Simboli
Quando Ferlens si è separata da Servion, quest'ultimo ha adottato il blasone della famiglia  Servion (di verde, alla bordura d'oro, alla banda di rosso, attraversante sul tutto). Lo stesso ha fatto Ferlens ma ha sostituito la banda di rosso attraversante con un ferro di lancia (fer de lance) con riferimento al nome del comune.

## Società

### Evoluzione demografica
L'evoluzione demografica è riportata nella seguente tabella:
Abitanti censiti

## Amministrazione
Ogni famiglia originaria del luogo fa parte del cosiddetto comune patriziale e ha la responsabilità della manutenzione di ogni bene ricadente all'interno dei confini della frazione.